# Viaducto del Esla-San Pedro de las Cuevas
El viaducto del Esla-San Pedro de las Cuevas también conocido simplemente como viaducto de San Pedro de las Cuevas, viaducto del Esla AV o viaducto de Ricobayo AV, es un viaducto de la línea de alta velocidad ferroviaria en España situado sobre el río Esla a su paso por el embalse de Ricobayo entre los términos municipales de Perilla de Castro y San Cebrián de Castro, provincia de Zamora, en España.
A la denominación de este viaducto se le añadió el topónimo de la localidad de San Pedro de las Cuevas al ser el núcleo urbano más cercano al viaducto y estar situado rayando su límite municipal, principalmente para evitar confusiones con el otro viaducto alta velocidad ferroviaria existente en el río Esla perteneciente a la LAV Valladolid-Palencia-León

## Características
La obra singular se encuadró dentro del subtramo de obra La Hiniesta-Perilla de Castro que conecta Madrid y Galicia en AVE. Las obras del viaducto se desarrollaron entre enero de 2010 y julio de 2014
La infraestructura, de 368 metros de longitud se integra en el tramo Montamarta-Tábara de la línea de alta velocidad Madrid-Galicia. Consta de cuatro vanos de 70, 93, 50 y 155 metros, de los cuales, el de mayor dimensión se caracteriza por ser el de mayor luz de Europa para ferrocarril de alta velocidad construido mediante el sistema de dovelas sucesivas con dos parejas de carros de encofrado, y uno de los mayores del mundo.
El diseño del viaducto posee diferente distribución de la luz en los vanos para adaptarlo a las condiciones orográficas y a los niveles estadísticos de cota de agua del embalse que garantizaran la protección de una aceña medieval situada bajo el vano principal, vinculada al despoblado de Castrotorafe, patrimonio protegido de la Junta de Castilla y León.

## Galería de imágenes
|                                              |
| Vista general desde San Pedro de las Cuevas. |

|                                            |
| El puente de la Estrella de 1869 al fondo. |

|                                    |
| 155 metros mide su vano principal. |